# Geelvinkfruktduva
Geelvinkfruktduva (Ptilinopus speciosus) är en fågel i familjen duvor inom ordningen duvfåglar.

## Utseende och läten
Geelvinkfruktduvan är en mestadels grön duva med gult under stjärten, honan även på buken. Hanen är mycket färgglad med en stor "stekt ägg"-liknande fläck i gult och vitt på bröstet och en lysande rosa fläck på buken. Fågeln liknar vitbandad fruktduva men är mindre och med mindre näbb samt hos hanen den unika bröstteckningen. Sångeb består av en accelererande serie med ett tvåtonigt "hoo-wooo" i ramsor oim vanligen sju till nio toner.

## Utbredning och systematik
Fågeln förekommer i Geelvinkviken eller Teluk Irian utanför nordvästra Nya Guinea på öarna Numfoor, Biak, Padaido (Traitor’s Island) och Marai (nära Yapen). Den behandlades tidigare som underart till gulbandad fruktduva (Ptilinopus solomonensis) men urskiljs allt oftare som egen art.

## Status
Arten har ett litet utbredningsområde, men beståndet anses vara stabilt. Internationella naturvårdsunionen IUCN kategoriseras den som livskraftig.